# Генеа, Мадалина
Мадали́на Диа́на Ге́неа (рум. Mădălina Diana Ghenea; род. 8 августа 1988, Слатина, Румыния) — итальянская модель румынского происхождения.

## Биография
Родилась в городе Слатина, Румыния. Говорит на четырёх языках, любит читать и путешествовать.
Моделью Мадалина стала в 14 лет. Уже до окончания школы Мадалина стала известной, благодаря своей фигуре и взгляду. Пропуски уроков из-за показов привели к проблемам в школе. А после того как 16-летняя Мадалина снялась в фотосессии в нижнем белье, её и вовсе исключили из школы. Учителя считали и продолжают считать, что такие снимки неприемлемы для 10-классницы. Мадалина поменяла школу, но сниматься не перестала. Через несколько лет девушка переехала в Италию, где её карьера стала быстро набирать обороты.
В течение последних лет Мадалена рекламирует бельё фирмы Lascana, снимается для каталогов и в рекламных кампаниях. За плечами Мадалины работа с такими брендами, как Borghetti Liquor, Gioelliamo, Grimaldimare, Lepel, Lise Charmel, Piera Lingerie, and Solera Intimo. В данный момент она является одной из ведущих моделей нижнего белья.
В 2007 году снялась в видеоклипе Эроса Рамаццотти «Il tempo tra di noi», а также исполнила роль Ирины в итальянском фильме «Обычные идиоты».
В 2011 году приняла участие в итальянском телешоу «Танцы со звёздами», где выступала в паре с танцором Симоне ди Паскуале.
В 2012 году снялась в итальянском фильме «Раса ублюдков». В этом же году начались съёмки фильма Джуда Лоу «Дом Хемингуэй», в котором Мадалина принимает участие. Также снялась в третьем сезоне франко-германского сериала «Борджиа» в роли Доротеи Малатесты Карачьоли. 
В 2015 году появилась в роли «Мисс Вселенной» в фильме Паоло Соррентино «Молодость».

## Личная жизнь
В одно время Мадалине приписывали роман с итальянским футболистом, однако она всё отрицала. После чего у неё по слухам был короткий роман с Леонардо Ди Каприо — девушку заметили в его гостиничном номере в Австралии на съёмках фильма «Великий Гэтсби». С января 2014 года встречалась с Майклом Фассбендером. В марте того же года они расстались. В 2015 году встречалась с дизайнером Филипом Плейном.

## Фильмография
| Год  |   | Русское название     | Оригинальное название    | Роль                 |
| ---- | - | -------------------- | ------------------------ | -------------------- |
| 2011 | ф | Обычные идиоты       | I soliti idioti: Il film | Ирина                |
| 2012 | ф | Раса ублюдков        | Razza bastarda           | Дорина               |
| 2013 | ф | Дом Хемингуэй        | Dom Hemingway            | Паолина              |
| 2014 | с | Борджиа              | Borgia                   | Доротея Малатеста    |
| 2015 | ф | Молодость            | Youth                    | Мисс Вселенная       |
| 2016 | ф | Образцовый самец № 2 | Zoolander 2              | экзотическая женщина |
| 2016 | ф | Влюблён!             | Smitten!                 | Розалия Драго        |
| 2023 | ф | На глубине страха    | Deep Fear                | Наоми                |